# Aldo Pasetti
Aldo Pasetti (Milano, 15 luglio 1903 – 1975) è stato un giornalista e scrittore italiano.

## Biografia
Aldo Pasetti entrò nel giornalismo all'età di diciannove anni; lavorò come inviato speciale per L'Ambrosiano, Il Popolo d'Italia, Oggi e Settimo giorno.
Durante la seconda guerra mondiale fu corrispondente di guerra imbarcato sulle navi della marina militare; sulle esperienze di guerra vissute incentrò un romanzo, Via così (pubblicato nell'immediato dopoguerra in cui si narrano vicende romanzate legate alla Regia Marina nel conflitto mondiale) poi ripubblicato col titolo di Omega 9, con cui si classificò secondo al Premio Bancarella.
All'attività giornalistica alternò quella di scrittore: pubblicò altri titoli, come Realtà e leggenda, Breve storia della navigazione, Il generale Fara, e collaborò con racconti a giornali e riviste, come Corriere di Milano, Corriere Lombardo, Epoca, Domenica del Corriere e Corriere dei Piccoli.
Nel 1938 una visita al Vittoriale degli Italiani, in occasione dei funerali di Gabriele D'Annunzio, gli permise di scoprire il manoscritto di un romanzo inedito, La Bocca Velata, dello scrittore abruzzese.
Alla fine degli anni '50 introdusse in Italia lo Scarabeo, variante italiana del famoso gioco da tavolo Scrabble.

## Opere
- Aldo Pasetti, Il Duce: racconto della sua vita per i giovani, Milano, Liber, 1932.
- Aldo Pasetti, Generale Gustavo Faca, Milano, O. Zucchi, 1940.
- Aldo Pasetti, Via così, Casa Editrice Milieri (Milano, Viale Premuda 10), 1947
- Aldo Pasetti, Breve storia della navigazione, Brescia, La Scuola, 1959.
- Aldo Pasetti, Realtà e leggenda: personaggi ed eroi della storia e della fantasia, Firenze, R. Sandron, 1966.
- Aldo Pasetti, Omega 9, Milano, Bietti, 1968.
- Aldo Pasetti, L'ora delle lucertole: romanzo dell'anno 6.010.546.576 dopo Cristo, precede un dialogo di Dino Buzzati, Milano, Bietti, 1971.
- Aldo Pasetti, Il balcone, Milano, Mursia, 1974.
- Aldo Pasetti, Il miracolo della Torre Velasca, Milano, Bietti, 1979.